# Emilia Pardo Bazán
Emilia Pardo Bazán, (gift Quiroga) född 16 september 1851, död 12 maj 1921, var en spansk grevinna och författare.
Pardo Bazáns mycket omfattande verksamhet rörde sig inom såväl litteraturhistoriens (Pardo Bazán blev professor i litteratur i Madrid 1916) som diktens område. På det förra märks särskilt La cuestión palpitante (Brännande frågan, 1883), som framkallade en häftig polemik, La literatura y la novela en Rusia (3 band, 1887–93), La literatura francesa moderna (2 band, 1910), i vilka hon talar realismens och naturalismens sak. I sin skapande litteratur är Pardo Bazán försiktig realist i den tidiga romanen Un viaje de novios (En bröllopsresa, 1881), djärvare i skräckbilderna i Los pazos de Ulloa (2 band, 1886, svensk översättning Markisen av Ulloa, 2022) och i romanen om blodskam, La madre naturaleza (1887), men åter försiktigare i bland annat Insolación (Sol, 1889) och Morriña (1885, svensk översättning Hemsjuk, 1915). Pardo Bazáns natur- och folklivsskildringar är levande och friska, särskilt då hon förlägger berättelsen till sin hemtrakt, Galicien, såsom i många av hennes Cuentos (8 band). Hon utgav även en del lyrik och dramatik. Pardo Bazáns Obras completas började utges 1891 och hade på 1930-talet utkommit i 34 band.
Google firade Pardo Bazáns 166:e födelsedag genom att tillägna henne en Google Doodle.